# Língua kokota
Kokota (também conhecido como Ooe Kokota) é falado na Ilha de Santa Isabel, que está localizada na cadeia das Ilhas Salomão no Oceano Pacífico . Santa Isabel é uma das maiores ilhas dessa cadeia, mas tem uma densidade populacional muito baixa. Kokota é a língua principal de três aldeias: Goveo e Sisigā na costa norte, e Hurepelo na costa sul, embora existam alguns falantes que residem na capital, Honiara, e em outros locais. A linguagem é classificada como 6b (ameaçada de extinção) pela Graded Intergenerational Disruption Scale (GIDS). Para contextualizar '6b', a língua não está em perigo imediato de extinção, uma vez que as crianças nas aldeias ainda aprendem Kokota e falam em casa, apesar de o inglês ser a língua do sistema escolar. No entanto, Kokota é ameaçado por outro idioma, o Cheke Holo, pois os falantes dessa língua se movem, do oeste da ilha, para mais perto das aldeias de língua Kokota. Kokota é uma das 37 línguas do Grupo Salomão Noroeste e, como outras línguas oceânicas, tinha complexidade morfológica limitada.:3
Kokota usa pouca afixação e, em vez disso, depende fortemente de cliticização, reduplicação total e parcial e composição. Fonologicamente, Kokota possui um conjunto diversificado de vogais e consoantes e faz um uso interessante da atribuição de acentos. Em relação à sua sintaxe básica, Kokota é consistentemente com cabeça da frase no iníciol. As seções abaixo expandem cada um desses tópicos para fornecer uma visão geral da linguagem Kokota.

## Amostra de texto
Au bla nakeu banesokeo, tana aḡe ira mane ta zuke leba. Ḡela arahi ka vaka kabanina amerika aḡe hodiau banesokeo. Rauru raasalo, kepmasi. Ne la aunau sare. Au bla ge au ka frin̄hena mane amerika re maḡra maneri gu ḡaugu rasalo eu.
Português
Eu estava morando em Banesokeo, então os homens vieram procurar mão de obra. Então, eu estava em um navio da empresa americana que me levou de Banesokeo. Nós fomos em direção ao mar para Russell, Cabo Masi. Eu fui e fiquei lá. Ficar e ficar no trabalho daqueles homens americanos na luta. Assim, morando em Russell.